# Panicum seminudum
Panicum seminudum är en gräsart som beskrevs av Karel Domin. Panicum seminudum ingår i släktet vipphirser, och familjen gräs. Inga underarter finns listade i Catalogue of Life.